# Bumper Films
La Bumper Films, Inc è stata una società d'animazione con sede a Bristol, in Regno Unito.
La compagna era nota principalmente per aver prodotto la prima serie di Sam il pompiere, realizzata con la tecnica del passo uno.

## Serie televisive
- Rocky Hollow (1983-1987)
- Sam il pompiere (1987-1994)
- Joshua Jones (1992)
- Star Hill Ponies (1998-2002)

| Controllo di autorità | VIAF (EN) 156462490 |